# Sudáfrica en los Juegos Paralímpicos de Tokio 1964
Sudáfrica estuvo representada en los Juegos Paralímpicos de Tokio 1964 por nueve deportistas, cinco hombres y cuatro mujeres.

## Medallistas
El equipo paralímpico sudafricano obtuvo las siguientes medallas:
| Nombre         | Deporte       | Evento                                        |
| -------------- | ------------- | --------------------------------------------- |
| Oro            |               |                                               |
| M. Forty       | Atletismo     | Disco B femenino                              |
| Daniel Erasmus | Atletismo     | Disco A masculino                             |
| Daniel Erasmus | Atletismo     | Peso A masculino                              |
| J. Meyer       | Atletismo     | Disco B masculino                             |
| B. Humble      | Halterofilia  | Peso medio masculino                          |
| A. Somerset    | Natación      | 25 m braza incompleta clase 1 femenino        |
| I. Marincowitz | Tiro con arco | Ronda St. Nicholas clase abierta femenino     |
| G. P. Marais   | Tiro con arco | Ronda St. Nicholas clase abierta masculino    |
| Plata          |               |                                               |
| Daniel Erasmus | Atletismo     | Jabalina A masculino                          |
| Daniel Erasmus | Atletismo     | Maza A masculino                              |
| J. Meyer       | Atletismo     | Jabalina B masculino                          |
| J. Meyer       | Atletismo     | Peso B masculino                              |
| A. Somerset    | Natación      | 25 m libre prono incompleto clase 1 femenino  |
| A. Somerset    | Natación      | 25 m libre supino incompleto clase 1 femenino |
| G. Popperwell  | Natación      | 50 m braza incompleta clase 4 masculino       |
| N. Thesen      | Tiro con arco | Ronda FITA clase abierta femenino             |
| Bronce         |               |                                               |
| M. Forty       | Atletismo     | Jabalina B femenino                           |
| M. Forty       | Atletismo     | Peso B femenino                               |
| N. Thesen      | Natación      | 25 m libre prono incompleto clase 1 femenino  |